# بوهروالا
بوهروالا (به انگلیسی: Boharwala) یک منطقهٔ مسکونی در پاکستان است که در پنجاب واقع شده‌است. بوهروالا ۱۳۵ متر بالاتر از سطح دریا واقع شده‌است.